# Asser (biograaf)
Asser (gestorven 908/909) was een Welshe monnik uit St Davids (in het toenmalige mini-koninkrijk Dyfed), die in de jaren 890 bisschop van Sherborne werd. Omstreeks 885 werd hem door Alfred de Grote gevraagd om St Davids te verlaten en zich bij de kring van geleerde mannen te voegen die Alfred op dat moment voor zijn hof rekruteerde. Na een verblijf van een jaar op Caerwent vanwege ziekte, accepteerde Asser dit aanbod.
In 893 schreef Asser een biografie van Alfred de Grote, het zogenaamde Leven van Koning Alfred. Dit manuscript overleefde tot in de moderne tijd in slechts één exemplaar, dat deel uitmaakte van de Cottonbibliotheek. Die ene kopie werd bij een brand in 1731 vernietigd, maar eerder gemaakte transcripties, samen met materiaal uit Assers werk dat reeds door vroegere schrijvers was overgenomen, hebben de geleerden in staat gesteld dit belangrijke werk van Asser te reconstrueren.
- Bibsys: 99071097
- Biblioteca Nacional de España: XX5612404
- Bibliothèque nationale de France: cb119988852 (data)
- Catàleg d'autoritats de noms i títols de Catalunya: 981058571276506706
- Gemeinsame Normdatei: 100938485
- International Standard Name Identifier: 0000 0001 0905 2710
- Library of Congress Control Number: n84068139
- Bibliotheek van het Japanse parlement: 00511785
- Nationale bibliotheek van Australië: 35585939
- Nationale Bibliotheek van Israël: 987007277198705171
- Nederlandse Thesaurus van Auteursnamen: 072822554
- Réseau des bibliothèques de Suisse occidentale: 02-A012364992
- Istituto Centrale per il Catalogo Unico: UFIV128927
- SNAC: w62825wp
- Système universitaire de documentation: 069792720
- Trove: 1004664
- Virtual International Authority File: 59092589
- WorldCat: E39PCjM7BcRypHkJmWbryVxJWC